# 科羅拉多州學院和大學列表
以下是科羅拉多州目前运营的公立和私立高等教育机构列表。

### 州立大學
- 亞當斯州立大學（Adams State University ）
- 科羅拉多大學波德分校（University of Colorado Boulder）
- 科羅拉多大學圓石市分校
- 科羅拉多大學科羅拉多泉分校
- 科羅拉多大學丹佛分校
- 科羅拉多州立大學（Colorado State University）
- 科羅拉多礦業學院（Colorado School of Mines）
- 科羅拉多技術學院（Colorado Technical College）
- 路易斯堡學院（Fort Lewis College）
- 大都會州立學院（Metropolitan State College）
- 北科羅拉多大學（University of Northern Colorado）
- 南科羅拉多大學（University of Southern Colorado）
- 美国空军军官学校（United States Air Force Academy）
- 科羅拉多西方州立學院（Western State College of Colorado）

### 私立大學
- 科羅拉多學院 （Colorado College）
- 丹佛大學（University of Denver）
- 瑞吉斯學院（Regis College）